# Hoplocryptus sumiyona
Hoplocryptus sumiyona là một loài tò vò trong họ Ichneumonidae.